# August De Winter
August Maria Christiaan De Winter (Grimbergen, 12 mei 1925 - Brussel, 30 juli 2005) was een Belgisch liberaal politicus.

## Levensloop
De Winter volgde humaniora aan het Koninklijk Atheneum van Brussel. In 1951 werd hij doctor in de rechten aan de ULB. Hij werd beroepshalve advocaat en plaatsvervangend vrederechter in Sint-Kwintens-Lennik. Tevens was hij vrijmetselaar.
Van 1952 tot 1956 was De Winter adjunct-secretaris, van 1956 tot 1962 ondervoorzitter en van 1962 tot 1966 en van 1973 tot 1974 voorzitter van de Brusselse afdeling van de Liberale Partij en de PVV. Ook was hij van 1962 tot 1966 voorzitter van de Liberale Volksbond van het arrondissement Brussel en bestuurslid van het Liberaal Vlaams Verbond. Van 1977 tot 1980 was hij nationaal ondervoorzitter van de PVV en ook vertegenwoordigde hij de partij bij onderhandelingen over staatshervormingen.
In 1968 lag hij mee aan de basis van de Blauwe Leeuwen, de Brusselse Vlaamse liberalen die zich afgescheurd hadden van hun Franstalige partijgenoten. Als lid van de raad van beheer van de Vrije Universiteit Brussel was hij eveneens betrokken bij de splitsing van de tweetalige universiteit.

### Burgemeester van Grimbergen
Voor de PVV werd hij verkozen tot gemeenteraadslid van Grimbergen, waar hij van 1964 tot 1970 burgemeester was. Tijdens zijn mandaat als burgemeester werd het zuidelijk deel van het natuurdomein Ter Tommen in de jaren 1960 verkaveld door middel van het BPA 7 Wijk "Borgt".

### Volksvertegenwoordiger
Van 1963 tot 1984 zetelde De Winter in de Kamer van volksvertegenwoordigers voor het arrondissement Brussel. In de Kamer was hij van 1973 tot 1974 en van 1981 tot 1984 PVV-fractievoorzitter. In de periode december 1971-oktober 1980 zetelde hij als gevolg van het toen bestaande dubbelmandaat ook in de Cultuurraad voor de Nederlandse Cultuurgemeenschap, die op 7 december 1971 werd geïnstalleerd. Vanaf 21 oktober 1980 tot juli 1984 was hij lid van de Vlaamse Raad, de opvolger van de Cultuurraad en de voorloper van het huidige Vlaams Parlement. Daarna was hij van 1984 tot 1989 lid van het Europees Parlement en van 1989 tot 1995 lid van het Brussels Hoofdstedelijk Parlement.
Hij was eveneens van april 1974 tot juni 1977 staatssecretaris voor de Brusselse Streekeconomie in de regeringen-Tindemans I, -II en -III en van mei tot oktober 1980 staatssecretaris voor het Brusselse Gewest in de Regering-Martens III.
Hij overleed in 2005 in Brussel op 80-jarige leeftijd.